# Vallachira
Vallachira es una ciudad censal situada en el distrito de Thrissur en el estado de Kerala (India). Su población es de 12970 habitantes (2011). Se encuentra a 10 km de Thrissur y a 62 km de Cochín.

## Demografía
Según el censo de 2011 la población de Vallachira era de 12970 habitantes, de los cuales 6356 eran hombres y 6614 eran mujeres. Vallachira tiene una tasa media de alfabetización del 95,86%, superior a la media estatal del 94%: la alfabetización masculina es del 97,63%, y la alfabetización femenina del 94,17%.